# Mellan vakna och somna
Mellan vakna och somna är Per Nilssons första bok. Den handlar om Per Nilsson själv, fast personen i boken heter istället Nils Persson. Boken är en del av en bokserie på tre böcker, de andra böckerna är; Viktiga saker och Baklängeslivet. Nils Persson dyker även upp i boken Du & Du & Du, fast där är han 20 år.